# 马哈尔瓦里制
马哈尔瓦里制是英国东印度公司於1822年起在印度北部和中部实行的土地稅制度。马哈尔是印地语詞彙，意思是村莊。英国东印度公司將土地稅額度分攤給各個村莊的負責人，然後村莊的負責人再將土地稅分攤給每位農民。每位農民將土地稅交給村莊的負責人後，村莊的負責人再將土地稅交給英国东印度公司。